# André Billy

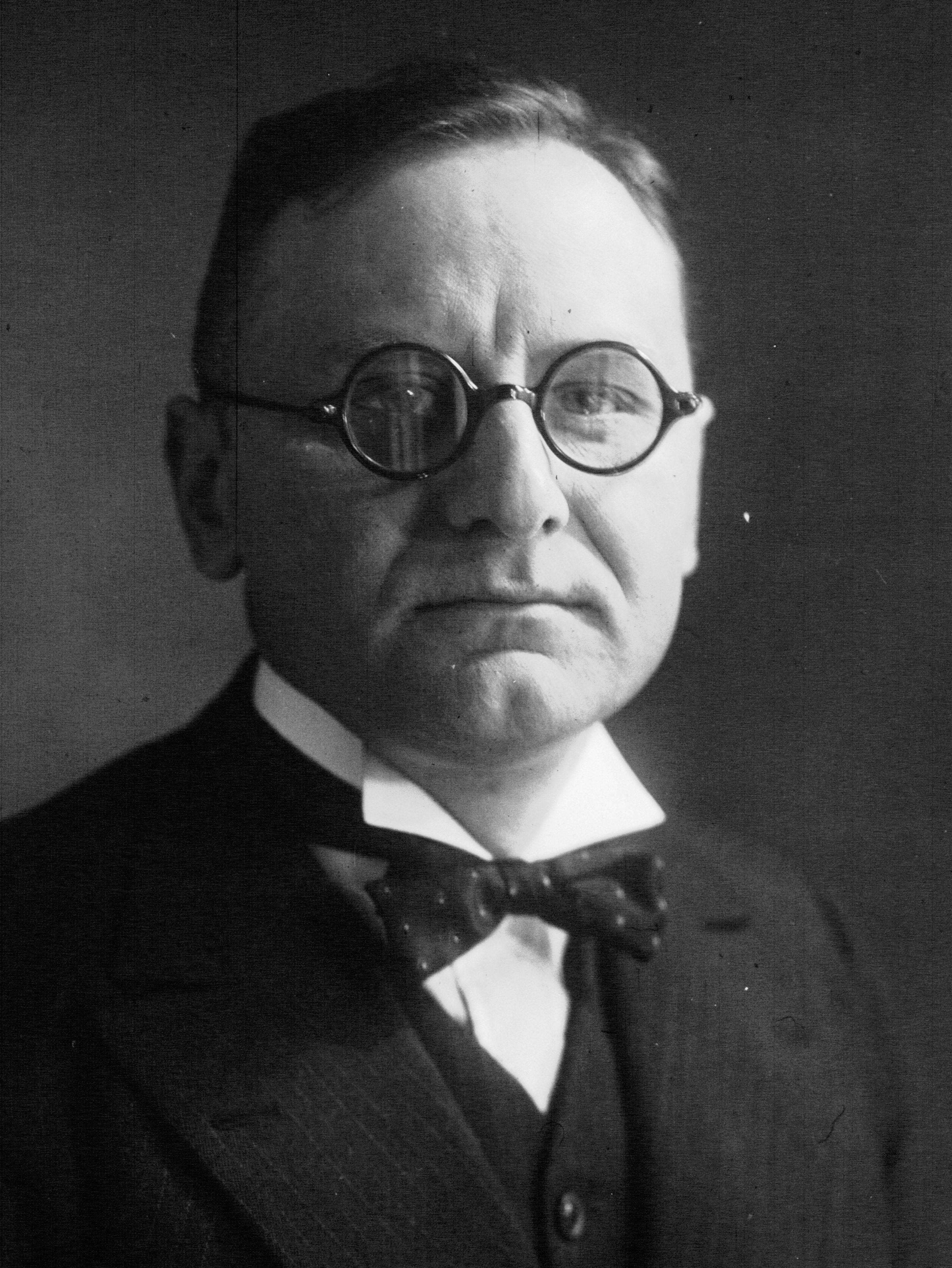
André Billy, 1923

André Billy  (* 13. Dezember 1882 in Saint-Quentin; † 11. April 1971 in Fontainebleau) war ein französischer Autor, Journalist, Romanist und Biograf.

## Leben und Werk
Billy ging in Amiens zur Schule und studierte bei den Jesuiten in Saint-Dizier. 1907 begann er eine Existenz als Homme de lettres, u. a. als Kritiker der Zeitungen L’Œuvre und Le Figaro littéraire. Ab 1944 war er Mitglied der Académie Goncourt. 1954 war er Preisträger des Grand prix national des Lettres.

## Werke